# Juvencio Celso
Publio Juvencio Celso Tito Aufidio Henio Severiano (en latín: Publius Juventius Celsus Titus Aufidius Hoenius Severianus; 67 - 130)  más conocido como Juvencio Celso. Fue un jurisconsulto y senador romano, que vivió a finales del siglo I y principios del siglo II, y desarrolló su cursus honorum bajo los reinados de Nerva, Trajano, y Adriano. 

## Vida
Nació en el año 67 de nuestra era, al norte de Italia, lugar de donde el gentilicium Iuventius (Juvencio) era común. Fue hijo de un jurista poco conocido del mismo nombre (Pegasus Celsus), quien perteneció a la escuela proculeyana. Por lo tanto, para no confundirlo, fue conocido como Celsus filius.
Su carrera comenzó en el año 106 (o 107) cuando Celso llegó a ser pretor. En el año 114 fue gobernador de Tracia, e inmediatamente después, en el año 115, se convirtió en cónsul sufecto junto a Lucio Julio Frugi. En el año 129, Celso fue nombrado cónsul por segunda vez, en esta ocasión como ordinario junto a Lucio Neracio Marcelo, quien también ejercía su segundo consulado, y finalmente se convirtió en procónsul de Asia entre los años 129-130.
Tuvo una importante participación entrando en la conjuración contra Domiciano, donde gozó de gran favor en la corte de Nerva y de Trajano. Fue amigo y consejero del emperador Adriano. Fue escritor y desarrolló sus pensamientos jurídicos, los cuales plasmó en varios libros del Digesto. Ulpiano nos menciona que para Celso, el derecho es el arte de lo bueno y lo justo.
Celso sucedió a su padre Pegaso Celso en la escuela proculeyana de abogados. Al ser parte del Concilio de Adriano, lo ayudó a llevar a cabo la Senatus Consultum Iuventianum, en la que sostuvo que un poseedor de buena fe de una herencia, solo tuvo que ceder de nuevo en la medida en que sea enriquecido con ella. Una de sus máximas es impossibilium nulla obligatio est, la obligación de hacer cosas imposibles es nula, lo cual se ha convertido en un principio fundamental del derecho civil.
Celso fue audaz y mordaz. Plinio el joven, sin embargo, critica su debilidad retórica. La obra principal de Celso está en el Digestorum libri 39.

## Definición del "Ius" por Celso
El derecho, “ius”, etimológicamente considerado, viene del latín “directum”. “Ius” es empleado por los romanos para designar tanto el derecho objetivo – “ius civile, ius gentium” – como el subjetivo – “ius utendi, ius fruendi” -. En su sentido objetivo, es definido por Celso como “ars boni et aequi” – el derecho es el arte de lo bueno y de lo equitativo.